# Acta Chromatographica
Acta Chromatographica – anglojęzyczne czasopismo naukowe z dziedziny chemii, poświęcone zagadnieniom dotyczącym teorii i praktyki wszystkich technik chromatograficznych oraz tzw. technik łączonych z chromatografią (ang. hyphenated techniques).
Założone w 1992 roku przez profesorów Józefa Śliwioka i Teresę Kowalską z Instytutu Chemii Uniwersytetu Śląskiego w Katowicach jako rocznik. Bezpośrednim impulsem do założenia czasopisma była świadomość, iż w Europie Środkowej brak jest czasopisma z dziedziny chromatografii, mimo iż na tym terenie (a zwłaszcza w Polsce, Czechach, Słowacji i na Węgrzech) działa wiele znaczących w skali międzynarodowej zespołów badawczych, rozwijających techniki chromatograficzne, bądź je intensywnie i pioniersko wykorzystujących.
Jest to jedyne czasopismo naukowe o cyrkulacji międzynarodowej z dziedziny chromatografii ukazujące się w Europie Środkowej i Wschodniej. Od 1996 do 2007 roku Acta Chromatographica ukazywały się w wersji elektronicznej, dostępnej nieodpłatnie on-line na serwerze Uniwersytetu Śląskiego, zaś od 2008 roku są wydawane wspólnie z Akadémiai Kiadó. Pismo est indeksowane przez Chemical Abstracts i Scopus, a od roku 2002 także przez ISI Thomson Scientific (tzw. lista filadelfijska). Impact factor w roku 2022 wynosił 1.9, a czasopismo znajdowało się w kwartylu Q3 czasopism z dziedziny chemii analitycznej.
Od numeru 12/2002 Acta Chromatographica było współredagowane przez Teresę Kowalską (do jej śmierci w 2023 roku) i Mieczysława Sajewicza z Instytutu Chemii Uniwersytetu Śląskiego w Katowicach ze wsparciem kilku redaktorów tematycznych. Obecnie redaktorem naczelnym pozostaje Mieczysław Sajewicz, a redaktorami tematycznymi są: Danica Agbaba, Ivana Stanimirova-Daszykowska, Monika Waksmundzka-Hajnos i Łukasz Komsta.
Acta Chromatographica posiada stosunkowo liczną, międzynarodową radę redakcyjną, złożoną z naukowców rozwijających bądź stosujących w swoich badaniach techniki chromatograficzne i reprezentujących instytucje naukowe Europy, Ameryki Północnej i Azji.